# Florian Beyer
Florian Beyer (* 1984 in Salzgitter) ist ein deutscher Theaterschauspieler und Mental-Magier mit dem Künstlernamen Yann Yuro.

## Leben
Von 2005 bis 2009 studierte Beyer Schauspiel an der Hochschule für Musik und Theater „Felix Mendelssohn Bartholdy“ Leipzig und wirkte währenddessen in der Box des Deutschen Theaters Berlin und im Schauspielstudio des Staatsschauspiels Dresden. Unter anderem war er während der zwei Jahre seines praktischen Schauspielstudiums 2007 in Dresden als Chronist in der Uraufführung von Marcel Luxingers Stück Sieben Schritte zur Selbstauflösung im Kleinen Haus (Reihe neubau) in Dresden zu sehen, wobei Kritiker schrieben, dass „Florian Beyers Bandbreite allein an akustischen Untermalungen […] einiges für die Zukunft erhoffen [lässt]“. Mit Helga Werner stand Beyer Ende 2007 im Zwei-Personen-Stück Ein Tag mit Herrn Jules von Diane Broeckhoven im Dresdner Schauspielhaus (Theater oben) auf der Bühne, wobei er die Rolle des autistischen David übernahm. Kritiker lobten ihn als „die große Überraschung dieses Abends. Wie er mit beeindruckender Genauigkeit bis in die kleinste Geste und Bewegung hinein diesen behinderten Jungen spielt – das ist ganz großartig.“ Im Oktober 2008 legte Beyer im Kleinen Haus in Dresden mit dem Beitrag Aua, aua, aua, heulen gibt mir Power. seine öffentliche Diplomprüfung ab.
Von 2009 bis 2014 war Beyer Mitglied des Ensembles des Meininger Theaters. Seine erste Meininger Rolle war die des Arnold vom Melchtal in Friedrich Schillers Wilhelm Tell. Zu seinen weiteren Rollen gehörten unter anderem der Handwerker Zettel in Dominique Horwitz’ Inszenierung von Shakespeares Sommernachtstraum, der Wilhelm von Oranien in der Egmont-Inszenierung von Rudolf Frey und der Orest in Murat Yeginers Inszenierung von Goethes Iphigenie auf Tauris, die zur Meininger „Inszenierung des Jahres 2012“ gewählt wurde. In Ansgar Haags Hamlet-Inszenierung, die im Juni 2013 in Meiningen premierte, spielte Beyer die Titelrolle. „Hamlet-Beyer als Akteur ist ein Schauspieler vor dem Herrn, nuancenreich in Gestik, Haltung, Artikulation“, urteilte der Kritiker Wolfgang Wicht in der Thüringer Allgemeinen.
Seit 2014 tritt Florian Beyer unter dem Künstlernamen Yann Yuro als Mental-Magier auf. 2017 wurde er Deutscher Meister der Mentalmagie bei den Deutschen Meisterschaften der Zauberkunst, 2018 Vizeweltmeister der Mentalmagie bei den FISM-Weltmeisterschaften der Zauberkunst in Busan, Südkorea  sowie 2021 Europameister der Mentalmagie bei den FISM-Europameisterschaften in Manresa, Spanien.
Mit seinem Programm Mentalmagie gastierte er am 20. November 2022 in der UfaFabrik in Berlin.

## Theaterrollen (Auswahl)
- 2007: Marcel Luxinger: Sieben Schritte zur Selbstauflösung, Kleines Haus, Dresden (Rolle: Chronist)
- 2007: Diane Broeckhoven: Ein Tag mit Herrn Jules, Schauspielhaus/Theater oben, Dresden (Rolle: David)
- 2007: Johann Wolfgang von Goethe, Karla Kochta (Dramaturgie): Wahlverwandtschaften, Kleines Haus, Dresden (Rolle: Graf)
- 2008: Laura de Weck: Lieblingsmenschen, Kleines Haus, Dresden (Rolle: Phillip)
- 2008: Heinrich von Kleist, Kai Ivo Baulitz (Neufassung): Kohlhaas, Kleines Haus, Dresden (Rolle: Kumpan)
- 2009: Friedrich Hebbel: Maria Magdalena, Kleines Haus, Dresden (Rolle: Friedrich)
- 2009: Friedrich Schiller: Wilhelm Tell, Meininger Theater (Rolle: Arnold vom Melchtal)
- 2009: William Shakespeare: Ein Sommernachtstraum, Meininger Theater (Rolle: Zettel)
- 2010: Johann Wolfgang von Goethe: Die Leiden des jungen Werther, Meininger Theater (Rolle: Albert)
- 2011: Johann Wolfgang von Goethe: Egmont, Meininger Theater (Rolle: Prinz von Oranien)
- 2011: Kander/Masteroff: Cabaret, Volkshaus Meiningen (Rolle: Cliff Bradshaw)
- 2011: Hugo von Hofmannsthal: Jedermann, Englischer Garten Meiningen (Rolle: guter Gesell)
- 2012: Friedrich Schiller: Jungfrau von Orleans, Meininger Theater (Rolle: Karl VII.)
- 2012: Johann Wolfgang von Goethe: Iphigenie auf Tauris, Meininger Theater (Rolle: Orest)
- 2012: John B. Priestley: Ein Inspektor kommt, Meininger Theater (Rolle: Eric)
- 2012: Dario Fo: Bezahlt wird nicht, Meininger Theater (Rolle: Luigi)
- 2013: Reinhard Baumgart: Wahnfried – Bilder einer Ehe, Theater Meiningen (Rolle: Friedrich Nietzsche)
- 2013: William Shakespeare: Hamlet, Meininger Theater (Rolle: Hamlet)

## Filmografie (Auswahl)
- 2016: SOKO Leipzig (Folge: Vermisstes Kind, Rolle: Christian Röder)
- 2018, 2023: SOKO Leipzig (Folgen: Das Vogelmädchen, Mord im Warenkorb, Rollen: Elektriker, Postbote)
- 2020: In aller Freundschaft (Folge: Verwahrlost, Rolle: Dr. Jörg Falter)